# Conférence de Varsovie de 2013 sur les changements climatiques
Pour les articles homonymes, voir Conférence de Varsovie.

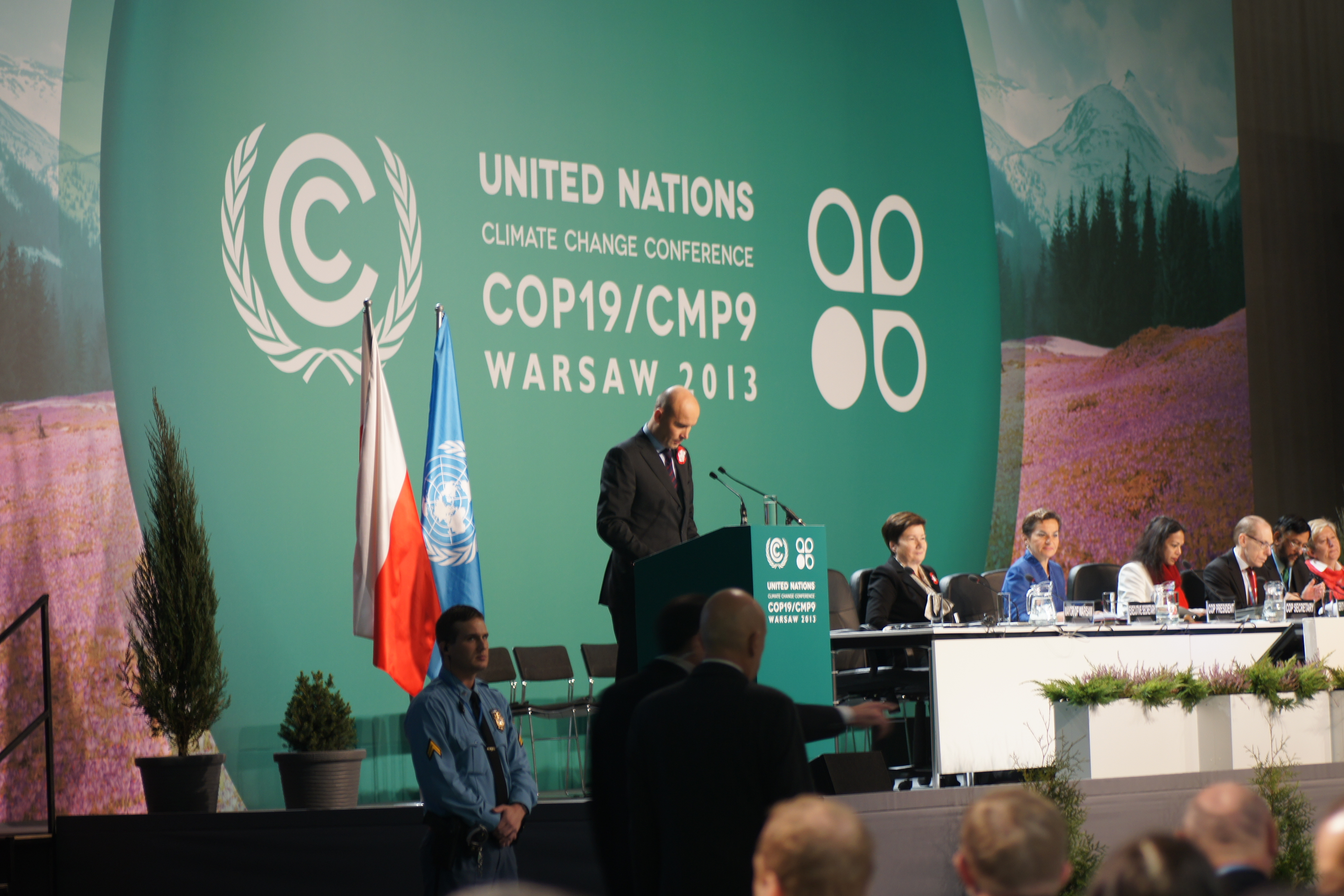
Ouverture de la conférence de Varsovie.

La Conférence de Varsovie de 2013 est une conférence sur le réchauffement climatique qui a eu lieu à Varsovie entre le 11 et le 23 novembre 2013. Elle est la 19e des conférences annuelles (COP 19) de la Convention-cadre des Nations unies sur les changements climatiques.

## Historique
Afin de garantir un suivi efficace des dispositions de la CCNUCC au niveau international, une conférence des parties (COP) est organisée chaque année, depuis 1995, avec la participation de tous les pays parties à cette Convention.

## Organisation et déroulement

### Présidence
La conférence est présidée par Marcin Korolec. 

### Participants
La liste officielle comprend plus de 8 000 participants dont 4 022 délégués représentant 192 pays. Cent trente-quatre ministres ont participé. La délégation française, emmenée par Laurent Fabius, comprend cent dix-neuf personnes.